# AL 129-1
AL 129-1 es una articulación de la rodilla fosilizada de la especie Australopithecus afarensis. Fue descubierta en Hadar, Etiopía por Donald Johanson en noviembre de 1973.

Se calcula que tiene una antigüedad de 3,4 millones de años. Sus características incluyen cóndilo lateral elíptico y un eje femoral oblicuo, como las que se encuentran en los seres humanos modernos, lo que indica el bipedismo.

## Descubrimiento
El geólogo francés Maurice Taieb descubrió la formación Hadar en 1968. Luego formó el IARE, invitando a Johanson (un antropólogo americano director fundador del Instituto de Orígenes Humanos de la Universidad Estatal de Arizona), Jon Kalb (geólogo americano) e Yves Coppens (paleontólogo francés de nacimiento y ahora en el Collège de France) para codirigir la investigación. La expedición se formó con cuatro americanos y siete franceses, y en el otoño de 1973, el equipo prospectó Hadar (Etiopía) en busca de fósiles y artefactos relacionados con el origen de los seres humanos.
Encontraron numerosos fósiles, pero al principio ningún homínido. Luego, en noviembre de 1973, cerca del final de la primera temporada de campo, Johanson desenterró un fragmento de fósil que creía que era una costilla de hipopótamo. Descubrió que en realidad era un fósil de la parte proximal de una tibia, el extremo superior de un hueso de la espinilla. Dedibo a su pequeño tamaño, pensó que era de un mono y decidió recogerlo. Mientras lo describía, se dio cuenta de que a pocos metros de distancia había la parte distal de un fémur, el extremo inferior de un hueso del muslo. Este estaba dividido por los cóndilos, o bultos que hacen la articulación de la rodilla.
El otro cóndilo yacía junto a él, y cuando los acopló con la tibia, el ángulo que el fémur y la tibia formaban en la articulación de la rodilla observó claramente que se trataba de homínido con deambulación bípeda, caminar erguido. Este ángulo de la articulación estaba en contraste con la de los monos, que tienen el fémur y la tibia formando una línea recta. Tom Gray se acercó y, cuando observó la tibia, pensó que era de un mono, pero cuando vio el ángulo formado con la tibia, estuvo de acuerdo en que era de un homínido.
Este fue un hallazgo sumamente importante, ya que sería la primera muestra de homínidos con caminar erguido hace 3 400 000 años. El día después de encontrar el fósil, Johanson estaba empezando a dudar de su certeza, y como había una necesidad urgente de confirmación, debido a su acuerdo con el gobierno de Etiopía que requería que su equipo describiera los hallazgos en una conferencia de prensa antes de salir del país, no quería cometer un error en su primera interpretación importante de fósiles, pero no se le permitiría trasladar el fósil para el estudio a menos que diera una descripción. Esa segunda noche recordó un montículo de enterramiento de los afar cercano. Así, la comparación del fósil con los huesos de humanos modernos encontrados en el lado derrumbado del montículo mostró que, excepto por el tamaño, los huesos eran de hecho prácticamente idénticos.
El equipo regresó para la segunda temporada de campo en el año siguiente y encontró mandíbulas homínidos. Luego, en la mañana del 24 de noviembre de 1974, Johanson y Gray estaban buscando en un barranco, a unos dos kilómetros y medio del lugar donde se había descubierto la articulación de la rodilla, entonces Johanson encontró el primer fragmento fósil de Lucy (Australopithecus afarensis).